# Ernestine-Yolande de Ligne d'Amblise
Ernestine Yolande de Ligne (* 2 janvier 1594 à Renaix; † 4 juin 1668 au même lieu) est la fille du prince Lamoral Ier de Ligne, et d'Anne-Marie de Melun.

## Biographie
Elle passe son enfance dans les pays-Bas espagnols. Elle épouse Jean VIII de Nassau-Siegen (appelé le Jeune), le 13 août 1618. Le mariage reste longtemps sans enfants, et c'est seulement le 28 juillet 1627, qu'un héritier est né Jean-François Desideratus de Nassau-Siegen. Jusqu'au mariage de son fils, en 1651, elle exerce la tutelle sur son fils. Après le retour du comte Jean-Maurice de Nassau-Siegen en provenance du Brésil (1644/45) il provoque un procès devant le Conseil aulique à Vienne sur les testaments Jean VII.
Finalement, le testament de 1621 est ratifié par l'Empereur Ferdinand III de Habsbourg en 1648, maintenant la division déjà appliquée des petits comtés.